# Martin Luther King III
Martin Luther King III, né à Montgomery en Alabama, est le fils de Martin Luther King et Coretta Scott King.  Il a été président de la Southern Christian Leadership Conference de 1997 à 2004.

## Biographie
Martin Luther King III est né à Montgomery de Martin Luther King et Coretta Scott King. Il décrit Martin Luther King comme un père aimant, qui lui a appris à jouer au football, baseball, faire du vélo et nager. Martin Luther King III accompagne son père à huit ou neuf reprises dans ses voyages pour mener son combat contre la ségrégation raciale aux États-Unis . 
En avril 1968, son père Martin Luther King est assassiné. Martin Luther King III l'apprend au journal télévisé, et déclare par la suite que c'est le nombre d'hommages reçus par son père lors de ses funérailles qui lui a fait réaliser son envergure en tant qu'activiste,. 
Il étudie en sciences politiques au Morehouse College et reçoit un Bachelor of Arts en 1979.

## Carrière
En 1997, il devient président de la Southern Christian Leadership Conference, organisation chrétienne fondée par son père, qui lui a permis de mener son combat pour les droits civiques,. A l'occasion de son accession à la présidence, il déclare dans un discours :

« Le combat n'est pas fini. Il y a trente ans, le mouvement pour les droits civiques consistait à obtenir le droit de voter et d'avoir un logement correct. Dans les années quatre-vingt-dix il consiste à obtenir des emplois aux salaires décents et la possibilité de concourir dans le monde de l'entreprise. »

En 2006, il fonde l’organisation Realizing the Dream, en référence au célèbre discours prononcé par son père en 1963.
En novembre 2008, à la suite de l'élection de Barack Obama à la présidence des États-Unis, Martin Luther King III déclare que cette accession sans précédent d'un Afro-américain à ce poste, réalise une partie du rêve de son père. Il déclare lors du même interview qu'il espère que cette élection permettra un rapprochement entre les continents africain et américain, notamment via des liens culturels, alors que les Afro-américains ne connaissent pas bien leurs racines.
En 2010, il devient président du Centre Martin Luther King Jr. pour le changement social non violent à Atlanta.
En 2012, Martin Luther King III participe aux mouvements de protestations faisant suite au meurtre de Trayvon Martin, un Afro-américain tué par un agent de sécurité. 
En janvier 2017, Martin Luther King III rencontre le président américain nouvellement élu Donald Trump à l'occasion du jour dédié à la mémoire de son père, aux États-Unis, et fait part de son objectif de « rassembler l'Amérique et les Américains.». Il déclare par la suite regretter que Donald Trump n'ait jamais honoré sa promesse de l'inviter à la Maison blanche dans les trois mois suivant son élection, pour aborder le problème de la suppression des Noirs des listes électorales
En juin 2020, Martin Luther King III s'exprime sur l'affaire George Floyd, un Afro-américain tué lors d'une bavure policière, ayant donné lieu à d'importants mouvements de protestation à travers le monde. Il décrit cette affaire comme un catalyseur, déclarant que « Toutes les mères du monde se sont senties concernées quand elles l’ont vu, à terre, appeler sa maman au secours. ».
Pendant la campagne électorale précédant l'élection présidentielle américaine de 2020, il affiche son soutien à Joe Biden, ancien vice-président de Barack Obama.

## Vie privée
Martin Luther King III a une fille née le 25 mai 2008 prénommée Yolanda comme sa sœur Yolanda King, actrice américaine ayant notamment incarné le rôle de Rosa Parks, décédée en mai 2007 à l'âge de 51 ans. En août 2020, âgée de 12 ans, celle-ci se démarque lors d'une manifestation contre le racisme à Washington, en prononçant un discours en hommage à son grand-père et en appelant à poursuivre sa lutte contre le racisme aux Etats-Unis.

## Au cinéma
- 2022 : The First Lady, rôle interprété par Isaiah Williams.